# Ulrich Zimmermann (Schriftsteller)
Ulrich Zimmermann (* 1. April 1944 in Danzig) ist ein deutscher Schriftsteller.
Nach dem Abitur am Kepler-Gymnasium Freiburg studierte Zimmermann Pädagogik und arbeitete lange Zeit als Realschullehrer. Neben seiner schriftstellerischen Arbeit war er als Vorsitzender des Förderkreises deutscher Schriftsteller in Baden-Württemberg e. V. tätig und Initiator der Karlsruher Autorengruppe. Zimmermann gehört 1985 zu den Mitbegründern der Atelier- und Künstlergemeinschaft Wilhelmshöhe, aus der der Kunstverein Wilhelmshöhe Ettlingen hervorging und war Mitherausgeber der Karlsruher Wechselblätter.

## Werke
- Ein Heldensopran sondergleichen: Info Verlag 2012, ISBN 3-881-90692-4.
- Winter a. D., Info Verlag 2008, ISBN 3-881-90502-2.
- ZeitSchriften: Ulrich Zimmermann; Wolfgang Jenne (Hrsg.). Mit Beiträgen von Joachim Zelter u. a. - Originalausgabe. - Stuttgart: Förderkreis dt. Schriftsteller in Baden-Württemberg, 2003, ISBN 3-8330-0131-3.
- Doktor Friedpferd macht’s möglich | Literarische Pirouetten: Ulrich Zimmermann. Hrsg.: Rudolf Stirn. - Weissach i. T. : Alkyon-Verl., 2002. ISBN 3-933292-53-0.
- Reformhaus Schule | Neues aus einem halbtoten Winkel: Ulrich Zimmermann. Bilder: Peter Schmidt. Hrsg. von Armin Elhart. - Freiberg a. N. : Edition Wuz, 2001.
- Trollblumen: Ulrich Zimmermann; Rainer Wochele (Hrsg.). Mit Beiträgen von Markus Orths u. a. - Originalausgabe - Stuttgart: Förderkreis dt. Schriftsteller in Baden-Württemberg, 2001, ISBN 3-8311-3094-9.